# 三ツ首コンドル
『三ツ首コンドル』（みつくびコンドル）は、石山諒による日本の漫画作品。『週刊少年ジャンプ』にて2014年33号から同年50号まで連載された。

## 登場人物
マシマロ
「常闇の三大盗」と呼ばれる伝説の盗賊の一人。通称”薄紅悪魔”の異名で知られている。
スー
正義の盗賊を目指して修行中の少女。

## 用語
常闇の三大盗
王国が危険視している三人の盗賊。

## 書誌情報
- 石山諒『三ツ首コンドル』集英社〈ジャンプコミックス〉、全3巻
  1. 2014年12月4日発売[2]、ISBN 978-4-08-880225-1
  2. 2015年1月5日発売[3]、ISBN 978-4-08-880298-5
  3. 2015年2月4日発売[4]、ISBN 978-4-08-880306-7